# Савченко, Юрий Сергеевич
Юрий Сергеевич Савченко (род. 27 ноября 1945, Чита) — советский футболист и футбольный судья. Судья всесоюзной категории (09.01.1981).

## Биография
Родился в Чите, воспитывался матерью. Учился в школе № 2 (до 1959 года) и Черновской школе-интернате № 2 (до 1961 года).
Воспитанник читинской юношеской команды «Забайкалец» (с 1957), тренер Борис Иванович Волков. Выступал в командах мастеров «Забайкалец» Чита (1962—1963), «Химик» Клин (1963—1964), «Волга» Калинин (1965—1967), «Торпедо» Москва (1968—1970), «Локомотив» Москва (1971), «Труд» Воронеж (1971), «Динамо» Вологда (1972). «Торпедо» Владимир (1975—1976). Мастер спорта СССР.
Один из обладателей приза лучшему дебютанту сезона 1968. В финале Кубка СССР 1968 против «Пахтакора» забил единственный мяч в составе «Торпедо».
Окончил факультет физвоспитания Калининского пединститута.
С 1977 года работал футбольным судьёй. В 1980—1993 годах в качестве главного судьи отработал на 146 матчах чемпионата СССР и России. 9 раз входил в списки лучших судей сезона, провёл более 40 международных игр на уровне сборных и клубов. Арбитр ФИФА (1988). Работал линейным арбитром на финале Кубка УЕФА 1991. После окончания судейской карьеры работал инспектором.

### Семья
Первая жена скончалась, сын Кирилл, внук Герман. Вторая жена Ирина, сын Виктор, внучка Яна.